# Jalkaraburra alta
Jalkaraburra alta là một loài nhện trong họ Amphinectidae. Chúng được mô tả bởi V. T. Davies năm 1998, và chỉ được tìm thấy ở Australia.